# Medaglia alla memoria della difesa nazionale del Tirolo del 1859
La medaglia alla memoria della difesa nazionale del Tirolo del 1859 fu una medaglia di benemerenza dell'Impero austriaco.

## Storia
La medaglia venne istituita nel 1908 dall'imperatore Francesco Giuseppe per ricompensare i soldati e gli ufficiali dell'esercito imperiale austriaco che si fossero distinti nella difesa del Tirolo nel corso della Seconda guerra d'indipendenza italiana del 1859, in occasione del 50º anniversario della guerra.

## Insegne
La medaglia consisteva in un disco circolare d'argento che riportava, sul diritto, il volto dell'imperatore Francesco Giuseppe voltato a destra, coronato d'alloro ed accompagnato dalla scritta FRANZ JOSEPH I.KAISER VON OESTERREICH. Sul retro, al centro, la medaglia riportava una decorazione circolare a gigli con all'interno la scritta DEM / TIROLER / LANDES / VERTHEIDIGER / 1859.
Il nastro della medaglia era verde, bianco, filetto nero, rosso, filetto nero, bianco, verde.